# Чина щетинолиста
Чи́на щетиноли́ста, горошок щетинолистий (Lathyrus setifolius L.) — однорічна рослина родини бобових.

## Морфологія
Однорічна трава, повзуча. Стебла 20–60 см. Листові фрагменти 45–85 × 1–3.5 мм, лінійні або щетинковиді, гострі або загострені. Квіти 9–12 мм. Віночок червонуватий, стає рожевим при висиханні. Плоди 20–30 × 7–11 мм, трапецієподібні, з 2–3 насінням. Насіння ≈ 5 мм, горбкувате, з різьбленням.

## Поширення, біологія
Поширення: Північна Африка: Алжир; [пн.] Лівія [пн.]; Марокко; Туніс. Західна Азія: Єгипет — Синай; [пн.] Ізраїль; Ліван; Туреччина [зх.]. Кавказ: Азербайджан. Європа: Україна — Крим; Албанія; Болгарія; Колишня Югославія; Греція [вкл. Крит]; Італія [вкл. Сицилія]; Румунія; Франція [вкл. Корсика]; Португалія; Гібралтар; Іспанія [вкл. Балеарські острови, Канарські острови].
Населяє луки, узбіччя доріг, кам'янисті гірські луки, і підлісок, переважно вапняні ґрунти; 20–1600 м. Цвіте і плодоносить з травня по червень.